# Kyle Chavarria
Kyle Chavarria (* 26. Januar 1995 in Chicago, Illinois) ist eine US-amerikanische Schauspielerin.

## Karriere
In dem Fernsehfilm Unsere kleine Farm spielt Chavarria die Hauptrolle. Zudem war sie in Serien wie Gilmore Girls und Ghost Whisperer – Stimmen aus dem Jenseits zu sehen. Darüber hinaus wirkte sie in zahlreichen Fernseh- und Radio-Werbespots mit.

## Filmografie
- 2003: The Agency – Im Fadenkreuz der C.I.A. (The Agency, Fernsehserie, eine Folge)
- 2003/2004: Immer wieder Jim (According to Jim, Fernsehserie, zwei Folgen)
- 2005: Unsere kleine Farm (Little House on the Prairie, Miniserie, sechs Folgen)
- 2005/2006: Gilmore Girls (Fernsehserie, zwei Folgen)
- 2006: Saving Shiloh
- 2006/2007: Ghost Whisperer – Stimmen aus dem Jenseits (Ghost Whisperer, Fernsehserie, zwei Folgen)
- 2007: iCarly (Fernsehserie, Pilotfilm)
- 2008: Rodney (Fernsehserie, eine Folge)